# Strižnjak
Strižnjak ist eine unbewohnte kroatische Insel in der Adria. Sie gehört zur Gruppe der Kornaten und zum Nationalpark Kornaten.
Die nahezu kreisrunde Insel liegt 200 Meter vor der Westküste der Insel Kornat und hat eine Fläche von 0,028 km².